# Kickoff

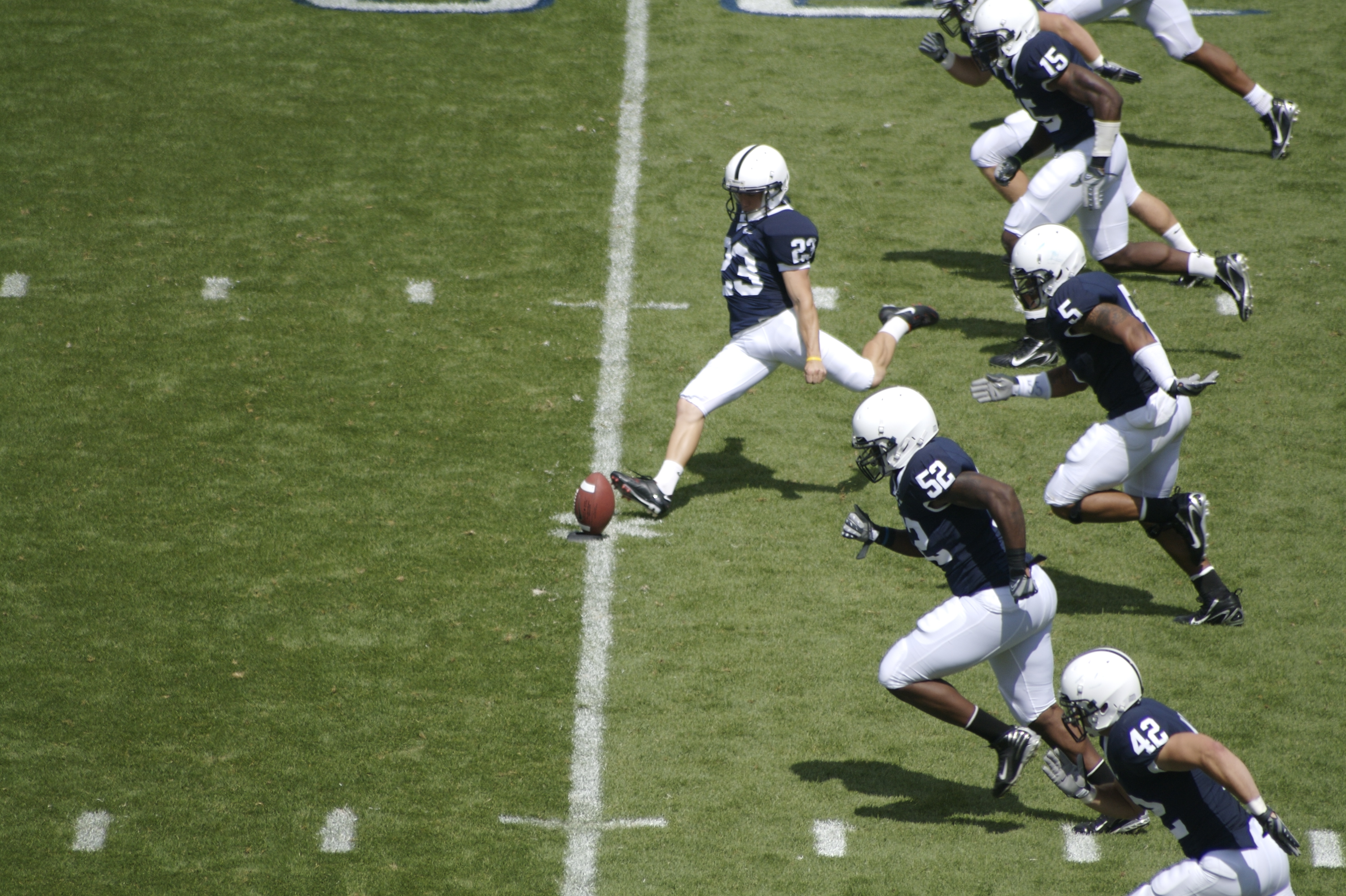
Kickoff

Kickoff, wykop – pojęcie w futbolu amerykańskim określające sposób wprowadzania piłki do gry za pomocą kopnięcia. Wykopów dokonuje zazwyczaj wyspecjalizowany zawodnik, kopacz. Często, choć nie zawsze, ten sam zawodnik wykonuje strzały na bramkę.
Wykopem piłkę do gry wprowadza się na rozpoczęcie każdej połowy meczu lub każdej z dogrywek, a także po przyłożeniach i udanych strzałach na bramkę. W lidze NFL drużyna wykopuje piłkę z linii 35. jardu na własnej połowie boiska (linii 30. jardu w futbolu akademickim). Przed wykopem piłkę można umieścić na niewielkiej plastikowej podstawce (ang. kicking tee), która jest niedozwolona przy strzałach na bramkę. Z wykopu nie można także zdobyć bramki.
Aby wykop był prawidłowy, piłka musi przebyć co najmniej 10 jardów pola lub zostać dotknięta przez zawodnika drużyny przyjmującej. Drużyna przyjmująca po przejęciu piłki może próbować ją awansować (ang. return) w kierunku strefy końcowej drużyny wykopującej aby zdobyć dodatkowe jardy pola. Drużyna wykopująca także może próbować przejąć piłkę po tym jak przebędzie ona 10 jardów, ale nie może awansować piłki w kierunku pola końcowego drużyny przyjmującej, chyba że drużyna przyjmująca miała wcześniej piłkę w swoim posiadaniu i ją straciła. Wykop, w którym drużyna wykopująca próbuje celowo przejąć piłkę po tym jak przebędzie ona 10 jardów pola określa się mianem wykopu na bok (ang. onside kick).
Jeśli po wykopie piłka wyjdzie poza linie boczną boiska zanim zostanie dotknięta przez zawodnika drużyny przyjmującej, wówczas drużyna przyjmująca ma prawo przejąć piłkę na 30 jardów od miejsca jej wykopu (zazwyczaj 40. jard własnej połowy) lub w miejscu w którym piłka wyszła poza boisko. Przepis ten nie dotyczy pierwszego wykopu na bok. W tym przypadku drużyna kopiąca ukarana jest karą 5 jardów i musi powtórzyć próbę wykopu. Jeżeli piłka wyjdzie poza linię boczną także w tej drugiej próbie, wówczas drużyna przyjmująca ma prawo rozpoczęcia akcji w miejscu opuszczenia przez piłkę boiska. Jeżeli piłka wyjdzie poza linie boczne boiska po tym jak została dotknięta przez zawodnika drużyny przyjmującej, wraca ona do gry w miejscu wyjścia poza boisko.
Jeżeli po wykopie piłka wyjdzie poza linie boczne boiska w polu punktowym drużyny przyjmującej, poza linią końcową lub zostanie przejęta przez zawodnika z drużyny przyjmującej we własnym polu punktowym i nie wyprowadzona poza nie, wówczas ma miejsce odłożenie. W takim przypadku drużyna przyjmująca rozpoczyna akcję z 20. jarda własnej połowy.
Drużyna, która "oddała" 2 punkty przez zagranie bezpieczne, może wprowadzić piłkę do gry przez wykop z powietrza lub wykop z ziemi z własnej linii 20 jardów.